# Michael Watson
Michael Watson, född 29 mars 1958, är en friidrottare från Bermuda. Han deltog vid olympiska sommarspelen 1988.